# Andrija Prlainović
Andrija Prlainović, né le 28 avril 1987 à Dubrovnik, est un joueur de water-polo international serbe évoluant au club français du Cercle Des Nageurs De Marseille et en équipe nationale de Serbie et auparavant celle de Serbie-et-Monténégro.

## Palmarès

### En sélection
| - Serbie-et-Monténégro - Coupe du monde : - Vainqueur : 2006. - Ligue mondiale : - Vainqueur : 2005 et 2006. |  | - Serbie - Jeux olympiques : - Médaille d'or : 2016. - Médaille de bronze : 2008 et 2012. - Championnat du monde - Vainqueur : 2009 et 2015. - Finaliste : 2011. - Coupe du monde : - Vainqueur : 2010. - Ligue mondiale : - Vainqueur : 2007, 2008, 2010, 2011, 2014, 2015 et 2016. - Troisième : 2009. - Championnat d'Europe : - Vainqueur : 2006, 2012, 2014 et 2016. - Finaliste : 2008. - Troisième : 2010. - Jeux méditerranéens : - Vainqueur : 2009. - Troisième : 2005. |